# Gjallar
Gjallar - jest czwartym pełnym albumem muzycznym paganmetalowej grupy Riger. Wydany 10 listopada 2004 roku jako digipak. Ścieżki 3 i 6 zostały źle wydrukowane w spisie utworów. Wydano również wydanie limitowane na digipaku w nakładzie 1000 sztuk jako A-5 poszerzone o  dodatkowy teledysk do utworu "Angriff".

## Lista utworów
1. „Zunft der Lügner” – 4:24
2. „Eisenhagel” – 5:22
3. „Böser Glaube” – 4:38
4. „Brandschiff” – 4:59
5. „Angriff” – 5:49
6. „Siechtum im Glanze” – 3:55
7. „Sold der Inbrunst” (Einherjer) – 5:28
8. „Schöpfer der Hetze” – 4:25
9. „Spiegellos” – 4:26
10. „Outro” – 1:57

## Twórcy
- Ingo Tauer – śpiew
- Nicola Jahn – gitara
- Peter Patzelt – gitara
- Janko Jentsch – gitara basowa
- Stefan Schieck – perkusja